# Gorge de Remete
La gorge de Remete (en hongrois : Remete-szurdok) s'étend de Remeteszőlős au quartier de Máriaremete, dans le 2e arrondissement de Budapest. Elle est creusée par l'Ördög-árok, qui prend sa source non loin de là, dans le bassin de Nagykovácsi. Elle est bordée au nord par le Remetehegy et au sud par le Hosszú-Erdő-hegy. Le fond de la gorge est parcouru par une section du Sentier bleu de Hongrie.